# Narubadin Weerawatnodom
Narubadin Weerawatnodom (tiếng Thái: นฤบดินทร์ วีรวัฒโนดม, sinh ngày 12 tháng 7 năm 1994), còn được biết với tên đơn giản Ton (tiếng Thái: ต้น), là một cầu thủ bóng đá người Thái Lan thi đấu ở vị trí hậu vệ phải cho câu lạc bộ Giải bóng đá Ngoại hạng Thái Lan Buriram United và đội tuyển quốc gia Thái Lan.

## Sự nghiệp câu lạc bộ
Sau khi kết thúc mùa giải Giải bóng đá Ngoại hạng Thái Lan 2014 với việc Narubodin chuyển đến Buriram United sau khi hai câu lạc bộ đồng ý chuyển anh với Adisak Kraisorn.

## Sự nghiệp quốc tế
Narubadin đoạt danh hiệu tại Giải vô địch bóng đá U-19 Đông Nam Á với U-19 Thái Lan, và thi đấu ở Giải vô địch bóng đá U-19 châu Á 2012. 
Narubadin thi đấu ở Cúp Nhà vua Bahrain 2013, anh cũng ghi một bàn thắng trong giải đấu trước Đội tuyển bóng đá quốc gia Phần Lan. Narubadin ghi bàn trước U-23 Brunei và Quần đảo Faroe. Anh đại diện U-23 Thái Lan ở Đại hội Thể thao Đông Nam Á 2013.
Anh cũng đại diện U-23 Thái Lan ở Đại hội Thể thao châu Á 2014. Narubadin nằm trong đội hình của Thái Lan ở Giải vô địch bóng đá Đông Nam Á 2014. Vào tháng 5 năm 2015, anh thi đấu cho Thái Lan ở Vòng loại giải vô địch bóng đá thế giới 2018 khu vực châu Á với Việt Nam.
Anh đoạt chức vô địch Đại hội Thể thao Đông Nam Á 2015 với U-23 Thái Lan.

## Thống kê câu lạc bộ
Tính đến ngày 20 tháng 6 năm 2016
| Câu lạc bộ          | Mùa giải            | Giải vô địch | Giải vô địch | Cúp FA  | Cúp FA    | Cúp Liên đoàn | Cúp Liên đoàn | Châu Á  | Châu Á    | Khác    | Khác      | Tổng    | Tổng      |
| Câu lạc bộ          | Mùa giải            | Số trận      | Bàn thắng    | Số trận | Bàn thắng | Số trận       | Bàn thắng     | Số trận | Bàn thắng | Số trận | Bàn thắng | Số trận | Bàn thắng |
| ------------------- | ------------------- | ------------ | ------------ | ------- | --------- | ------------- | ------------- | ------- | --------- | ------- | --------- | ------- | --------- |
| BEC Tero Sasana     | 2012                | 4            | 0            | 0       | 0         | 1             | 0             | —       | —         | —       | —         | 5       | 0         |
| BEC Tero Sasana     | 2013                | 18           | 0            | 2       | 0         | 0             | 0             | —       | —         | —       | —         | 20      | 0         |
| BEC Tero Sasana     | 2014                | 32           | 2            | 1       | 0         | 7             | 1             | —       | —         | —       | —         | 40      | 3         |
| BEC Tero Sasana     | Tổng                | 54           | 2            | 3       | 0         | 8             | 1             | —       | —         | —       | —         | 65      | 3         |
| Buriram United      | 2015                | 29           | 1            | 5       | 0         | 8             | 0             | 5       | 0         | 2       | 0         | 49      | 1         |
| Buriram United      | 2016                | 28           | 0            | 3       | 0         | 0             | 0             | 1       | 0         | —       | —         | 32      | 0         |
| Buriram United      | 2017                | 29           | 0            | 4       | 0         | 0             | 0             | —       | —         | —       | —         | 33      | 0         |
| Buriram United      | Tổng                | 86           | 1            | 12      | 0         | 8             | 0             | 6       | 0         | 2       | 0         | 114     | 1         |
| Tổng cộng sự nghiệp | Tổng cộng sự nghiệp | 140          | 3            | 15      | 0         | 16            | 1             | 6       | 0         | 2       | 0         | 179     | 4         |

### Quốc tế
Tính đến ngày 25 tháng 9 năm 2022
| Đội tuyển quốc gia | Năm  | Số trận | Bàn thắng |
| ------------------ | ---- | ------- | --------- |
| Thái Lan           | 2013 | 5       | 0         |
| Thái Lan           | 2014 | 8       | 0         |
| Thái Lan           | 2015 | 4       | 0         |
| Thái Lan           | 2016 | 3       | 0         |
| Thái Lan           | 2017 | 3       | 0         |
| Thái Lan           | 2018 | 1       | 0         |
| Thái Lan           | 2019 | 6       | 0         |
| Thái Lan           | 2021 | 4       | 1         |
| Thái Lan           | 2022 | 4       | 0         |
| Thái Lan           | Tổng | 38      | 1         |

## Bàn thắng quốc tế

### Đội tuyển U-23
| #   | Ngày                 | Địa điểm             | Đối thủ           | Tỷ số | Kết quả | Giải đấu                                        |
| --- | -------------------- | -------------------- | ----------------- | ----- | ------- | ----------------------------------------------- |
| 1.  | 6 tháng 6 năm 2012   | Băng Cốc, Thái Lan   | Philippines       | 5–0   | 9–1     | Giao hữu                                        |
| 2.  | 6 tháng 6 năm 2012   | Băng Cốc, Thái Lan   | Philippines       | 9–0   | 9–1     | Giao hữu                                        |
| 3.  | 3 tháng 7 năm 2012   | Viêng Chăn, Lào      | Hồng Kông         | 3–0   | 4–0     | Vòng loại giải vô địch bóng đá U-22 châu Á 2013 |
| 4.  | 21 tháng 1 năm 2013  | Băng Cốc, Thái Lan   | Quần đảo Faroe    | 1–0   | 2–0     | Giao hữu                                        |
| 5.  | 22 tháng 11 năm 2013 | Chiang Rai, Thái Lan | Brunei            | 2–0   | 2–0     | Giao hữu                                        |
| 6.  | 31 tháng 8 năm 2014  | Phuket, Thái Lan     | Myanmar U-19      | 3–1   | 8–1     | Giao hữu                                        |
| 7.  | 15 tháng 9 năm 2014  | Incheon, Hàn Quốc    | Maldives          | 1–0   | 2–0     | Đại hội Thể thao châu Á 2014                    |
| 8.  | 29 tháng 5 năm 2015  | Bishan, Singapore    | Lào               | 1–0   | 6–0     | Đại hội Thể thao Đông Nam Á 2015                |
| 9.  | 13 tháng 6 năm 2015  | Kallang, Singapore   | Indonesia         | 4–0   | 5–0     | Bán kết Đại hội Thể thao Đông Nam Á 2015        |
| 10. | 19 tháng 1 năm 2016  | Doha, Qatar          | CHDCND Triều Tiên | 1–1   | 2–2     | Giải vô địch bóng đá U-23 châu Á 2016           |

### Đội tuyển quốc gia
Bàn thắng của đội tuyển Thái Lan được ghi trước.
| #  | Ngày                | Địa điểm                                           | Đối thủ   | Bàn thắng | Kết quả | Giải đấu                 |
| -- | ------------------- | -------------------------------------------------- | --------- | --------- | ------- | ------------------------ |
| 1. | 23 tháng 1 năm 2013 | Sân vận động kỷ niệm 700 năm, Chiang Mai, Thái Lan | Phần Lan  | 1–2       | 1–3     | King's Cup 2013          |
| 2. | 3 tháng 6 năm 2021  | Sân vận động Al Maktoum, Dubai, UAE                | Indonesia | 1–0       | 2–2     | Vòng loại World Cup 2022 |

## Danh hiệu

### Câu lạc bộ
BEC Tero Sasana
- Cúp Liên đoàn Bóng đá Thái Lan (1): 2014

Buriram United
- Giải bóng đá Ngoại hạng Thái Lan (2): 2015, 2017
- Cúp Hiệp hội Bóng đá Thái Lan (1): 2015
- Cúp Liên đoàn Bóng đá Thái Lan (1): 2015
- Cúp Hoàng gia Kor (2): 2015, 2016
- Giải bóng đá vô địch các câu lạc bộ sông Mê Kông (2): 2015, 2016

### Quốc tế
U-19 Thái Lan
- Giải vô địch bóng đá U19 Đông Nam Á (1); 2011

U-23 Thái Lan
- Đại hội Thể thao Đông Nam Á  Huy chương vàng (2); 2013, 2015

Thái Lan
- Giải vô địch bóng đá Đông Nam Á (2): 2014, 2020
- Cúp Nhà vua Thái Lan (1): 2016